# Winter-Paralympics 2002/Sledge-Eishockey
Bei den VIII. Winter-Paralympics 2002 in Salt Lake City wurde ein Sledge-Eishockey-Turnier für Herren mit sechs teilnehmenden Nationen durchgeführt.

## Männer
| Platz | Land               | Land     |
| ----- | ------------------ | -------- |
| 1     | Vereinigte Staaten | USA      |
| 2     | Norwegen           | Norwegen |
| 3     | Schweden           | Schweden |
| 4     | Kanada             | Kanada   |
| 5     | Japan              | Japan    |
| 6     | Estland            | Estland  |

Nachdem Kanada bei der Sledge-Eishockey-WM 2000 bereits den amtierenden Olympiasieger Norwegen vom Thron gestoßen hatte, konnten sich dieses Mal die USA im Finale gegen Norwegen durchsetzen, wobei die US-Amerikaner genauso wie die Schweden im Spiel um Platz 3 das Penalty-Schießen benötigten, um sich die gewünschte Medaille zu erspielen.
Für die USA war dies der größte Erfolg im internationalen Sledge-Eishockey, während die Norweger nach der Goldmedaille 1998 und den zweiten Plätzen bei den Paralympics 1994 und der Weltmeisterschaft 2000 ihre Spitzenposition behaupteten.

## Statistiken
- Bester Scorer: Sylvester Flis (USA) (11 Tore, 7 Assists)
- Bester Torschütze: Sylvester Flis (USA) (11 Tore)
- Wertvollster Spieler: Sylvester Flis (USA)
- All-Star-Team (A) (gewählt von Medienvertretern)
  - Torhüter: Manuel Jr. Guerra (USA)
  - Rechter Flügelstürmer: Sylvester Flis (USA)
  - Rechter Verteidiger: Tommy Rovelstad (NOR)
  - Linker Flügelstürmer: Helge Bjoernstad (NOR)
  - Linker Flügelstürmer: Joe Howard (USA)
  - Rechter Flügelstürmer: Marcus Holm (SWE)
- All-Star-Team (B) (gewählt von Medienvertretern)
  - Torhüter: Mits Nagase (JPN)
  - Rechter Verteidiger: Brian Ruhe (USA)
  - Linker Flügelstürmer: Shawn Matheson (CAN)
  - Mittelstürmer: Takayuki Endo (JPN)
  - Rechter Flügelstürmer: Maksim Wedernikow (EST)
  - Mittelstürmer: Billy Bridges (CAN)